# Grand Prix Cycliste de Montréal 2018
9. edycja wyścigu kolarskiego Grand Prix Cycliste de Montréal odbyła się w dniu 9 września 2018 roku i liczyła 195,2 km. Start i meta wyścigu znajdowały się w Montrealu. Wyścig ten figurował w rankingu światowym UCI World Tour 2018.

## Uczestnicy
Na starcie tego klasycznego wyścigu stanęło 21 ekip, osiemnaście drużyn jeżdżących w UCI World Tour, dwa zespoły zaproszone przez organizatorów z tzw. „dziką kartą” oraz reprezentacja Kanady.
Lista drużyn uczestniczących w wyścigu:
| Numery  | Kod | Drużyna            |
| ------- | --- | ------------------ |
| 1-7     | BMC | BMC Racing Team    |
| 11-17   | UAD | UAE Team Emirates  |
| 21-27   | QST | Quick-Step Floors  |
| 31-37   | SKY | Team Sky           |
| 41-47   | BOH | Bora-Hansgrohe     |
| 52-57   | MTS | Mitchelton-Scott   |
| 61-67   | MOV | Movistar Team      |
| 71-77   | AST | Astana Pro Team    |
| 81-87   | TLJ | Team LottoNL-Jumbo |
| 91-97   | TBM | Bahrain-Merida     |
| 101-107 | SUN | Team Sunweb        |

| Numery  | Kod | Drużyna                   |
| ------- | --- | ------------------------- |
| 111-117 | ALM | Ag2r-La Mondiale          |
| 121-127 | TFS | Trek-Segafredo            |
| 131-137 | LTS | Lotto Soudal              |
| 141-147 | EFD | EF Education First–Drapac |
| 151-157 | GFC | Groupama-FDJ              |
| 161-167 | KAT | Team Katusha-Alpecin      |
| 171-177 | DDD | Dimension Data            |
| 181-187 | ICA | Israel Cycling Academy    |
| 191-197 | RLY | Rally Cycling             |
| 201-207 | CAN | Reprezentacja Kanady      |

## Wyniki wyścigu
| Miejsce | Zawodnik             | Państwo    | Drużyna            | Czas       |
| ------- | -------------------- | ---------- | ------------------ | ---------- |
| 1.      | Michael Matthews     | Australia  | Team Sunweb        | 5h 19' 27" |
| 2.      | Sonny Colbrelli      | Włochy     | Bahrain-Merida     | + 0"       |
| 3.      | Greg Van Avermaet    | Belgia     | BMC Racing Team    | + 0"       |
| 4.      | Oliver Naesen        | Belgia     | Ag2r-La Mondiale   | + 0"       |
| 5.      | Timo Roosen          | Holandia   | Team LottoNL-Jumbo | + 0"       |
| 6.      | Rui Costa            | Portugalia | UAE Team Emirates  | + 0"       |
| 7.      | Diego Ulissi         | Włochy     | UAE Team Emirates  | + 0"       |
| 8.      | Michael Valgren      | Dania      | Astana Pro Team    | + 0"       |
| 9.      | Patrick Konrad       | Austria    | Bora-Hansgrohe     | + 0"       |
| 10.     | Edvald Boasson Hagen | Norwegia   | Dimension Data     | + 0"       |
|         |                      |            |                    |            |
| 66.     | Michał Gołaś         | Polska     | Team Sky           | + 1' 58"   |
| 77.     | Paweł Poljański      | Polska     | Bora-Hansgrohe     | + 3' 00"   |